# Ozero Inzhimbay
Ozero Inzhimbay är en saltsjö i Kazakstan. Den ligger i den norra delen av landet, 500 km nordväst om huvudstaden Astana. Arean är 2,9 kvadratkilometer.